# Le Pays sans étoiles
Pour les articles homonymes, voir Le Pays sans étoiles (homonymie).
Le Pays sans étoiles est un roman fantastique de Pierre Véry, publié en 1945.

## Historique
Après sa publication à Liège, aux éditions Maréchal, en 1945, ce roman fantastique, mâtiné d'une intrigue policière, est republié en 1961 à Paris, chez Denoël, au no 51 de la collection Présence du futur, puis enregistré dans une version audio à la Librairie des Champs-Élysées, collection « Le Masque et la Plume », dans la collection « Les Maîtres du mystère » no 42, en 1996.

## Résumé
Un soir, entre Cormeilles et Argenteuil, Simon Le Gouge se baisse pour renouer un lacet de soulier. Lorsqu'il relève la tête, il croit rêver : le sordide paysage de banlieue a fait place à une vision fantastique : sous le clair de lune, une rivière bordée de peupliers et, au loin, une falaise. Il assiste alors à ce qui semble être un meurtre. Incapable d'oublier cette vision, poussé par une force irrésistible, Simon part à la recherche de ce lieu énigmatique, et finira par trouver dans une région inconnue de lui. Persuadé d'avoir eu une vision du passé, il décide d'enquêter.

## Adaptation
- 1946 : Le Pays sans étoiles, film de Georges Lacombe[2].
- 1960 : Le Pays sans étoiles, pièce radiophonique de Germaine Beaumont et Pierre Billard dans l'émission Les Maîtres du mystère[3].